# Jean-Claude Deret
Pour les articles homonymes, voir Breitman.
Jean-Claude Deret, né Claude Breitman le 11 juillet 1921 à Paris et mort le 12 décembre 2016 dans la même ville, est un scénariste, dramaturge, acteur et écrivain français.

## Biographie

### Parcours
Fils de médecin, Jean-Claude Breitman fait ses études au lycée Louis-le-Grand à Paris. Il commence ensuite des études de médecine, puis opte pour le théâtre et s'inscrit au cours de théâtre Fernand Bellan puis René Simon. Il prend alors comme pseudonyme le nom de sa mère, Deret.
En 1944, Jean-Claude Deret est engagé volontaire à la 2e division blindée et participe à la campagne d'Alsace comme infirmier d'ambulance. En 1945, il va accueillir, à l'hôtel Lutetia, son père, Lucien Breitman, de retour du camp de Falkensee.
Son engagement terminé, Jean-Claude Deret revient au théâtre et au cabaret. Il joue une pièce de Georges Courteline au théâtre de Poche Montparnasse lorsqu'Agnès Capri vient le chercher pour participer à son nouveau spectacle Laisse Parler Jacob en février 1946. Après son passage au Théâtre Agnès Capri, il monte un numéro de clochards avec Maryse Paillet qu'il interprète dans les cabarets. Puis, il présente À Paris, un spectacle de sketchs inspiré des chansons de Francis Lemarque. Il crée puis dirige successivement trois caves à Saint-Germain-des-Prés (La Rose rouge, Le Caveau de la Huchette, Les Trois Mailletz).
À partir des années 1950, Jean-Claude Deret émigre au Canada et passe neuf ans à Montréal, partageant ses activités entre la télévision, le théâtre et le cabaret. Il devient un acteur important de Radio Canada. Il reçoit une récompense pour son interprétation de Aaron, histoire d'un vieux juif qui meurt de chagrin quand son fils change de nom.
De retour en France en 1960, Jean-Claude Deret conçoit et écrit les 52 épisodes de Thierry la Fronde. Le feuilleton sera diffusé dans plus de trente pays. Il y interprète le rôle de Messire Florent. Il écrit également le scénario d'une bande dessinée : "Le fils de Thierry la Fronde".
Il partage ensuite ses activités entre ses rôles au théâtre et à la télévision, l'écriture de scénarios, de pièces de théâtre, de romans pour enfants et la chanson (auteur-compositeur-interprète).
Le Théâtre du Funambule (Paris 18e) a produit et créé sa pièce Samuel dans l'île, jouée pour plus de 100 représentations entre décembre 2005 et avril 2006. Cette production a été nommée aux Molières 2006 dans la catégorie Grand Prix spécial du Jury.
Jean-Claude Deret a composé (paroles et musique) de nombreuses chansons. En 2013, sa fille Zabou Breitman imagine un spectacle autour de celles-ci, le Cabaret Deret. De nombreux artistes viennent interpréter ses chansons.
Il a animé et dirigé pendant plus de quarante ans le Théâtre du Cercle de Saint-Gervais-la-Forêt. Son nom est donné à la salle polyvalente du village le 11 juillet 2011.
Mort à l'âge de 95 ans le 12 décembre 2016 à Paris, il est incinéré le 17 décembre au crématorium du cimetière du Père-Lachaise situé dans la même ville.

### Famille
Jean-Claude Deret est le père de trois enfants, Barbara Breitman, fille de Jane Dunn, Isabelle Breitman (connue sous le nom de Zabou puis Zabou Breitman), fille de l'actrice Céline Léger (Isabelle de Thierry la Fronde) et Arthur Breitman, cofondateur de Tezos, fils de Dominique Meunier.
Jean-Claude Deret a vécu près de 40 ans à Montrouge, de 1977 à sa mort en 2016.

## Filmographie

### Acteur au cinéma
- 1949 : Du pied, court-métrage de Pierre Courau
- 1950 : Bistro, court-métrage de Marco de Gastyne
- 1991 : La Montre, la croix et la manière, film de Ben Lewin : le grand-père
- 1992 : La Rose de Pierrot, court-métrage de Fabrice Nordmann
- 1993 : Les Portes, court-métrage de Fabrice Nordmann
- 1997 : Le Loup-garou de Paris (American Werewolf 2), film d'Anthony Waller : professeur Martin
- 2000 : Vomi d'amour, court-métrage de Karine Benaïm
- 2002 : Côté jardin, court-métrage de Karine Benaïm
- 2002 : Se souvenir des belles choses, film de Zabou Breitman : Léo Finkel
- 2003 : C'est mieux comme ça, court-métrage de Bruno Predebon
- 2003 : Heures creuses, court-métrage de Sébastien Sort : le vieil homme
- 2003 : Fallait pas buter Mémé !, court-métrage d'Olivier Bardy
- 2009 : La Femme invisible (d'après une histoire vraie), film d'Agathe Teyssier : le prêtre
- 2010 : Demain, ce sera bien, court-métrage de Claude Saussereau
- 2013 : Les Jeux des nuages et de la pluie, film de Benjamin de Lajarte
- 2016 : L'Air d'un oubli, court-métrage d'Olivier Fély-Biolet : Maxence

### Acteur à la télévision
- 1950 : Agence Nostradamus, série TV de Claude Barma
- 1953 : La Famille Plouffe, série TV de Guy Beaulne, Jean Dumas et Jean-Paul Fugère : Consul de France
- 1954 : Le Ciel des oiseaux d'A. Rivemale, téléfilm pour Radio Canada
- 1955 : La Vie de Chopin, rôle de Chopin - Dramatique tournée en direct pour Radio Canada
- 1956 : La Puissance et la gloire de Graham Greene, rôle du prêtre - Dramatique tournée en direct pour Radio Canada
- 1956 : Pinocchio, série TV de Paul Legault
- 1957 : Aaron d'Yves Thériault - Dramatique tournée en direct pour Radio Canada
- 1958 : Quatuor : Studio 43, La Tenue de soirée est de rigueur, La Mercière assassinée, téléfilms de Jean Faucher
- 1959 : Ouragan, série TV de Jean-Guy Benjamin - Maurice Falardeau et Aimé Forget
- 1961 : La Déesse d'or, série TV de Robert Guez : Bernard
- 1963 : Thierry la Fronde, série TV, rôle de Florent
- 1980 : Winnetou le mescalero (de), série TV : Napoléon Charbonneau
- 1982 : L'Esprit de famille, série TV de Roland-Bernard
- 1982 : Les Aventures électriques de Zeltron, rôle de l'électricien
- 1983 : Les Enquêtes du commissaire Maigret de René Lucot (série télévisée), épisode : Maigret s'amuse
- 1984 : Rue Carnot, série TV de Jean-Pierre Desagnat, Pierre Goutas et Gilles Legrand : Marcel Cazeaux
- 1987 : La Course à la bombe, téléfilm en épisodes de Jean-François Delassus et Allan Eastman : Niels Bohr
- 1989 : Champagne Charlie, téléfilm d'Allan Eastman
- 1989 : Tantie, série TV
- 1991 : Cas de divorce, série de Claude Berda : Arthur Garcin (épisode 51)
- 1993 et 1995: Highlander, série TV apparition dans un épisode : Georges Dalou
- 1997 : Souhaitez-moi bonne chance, téléfilm de Jérôme Boivin : père de Bernard
- 2000 : Le Mystère Parasuram, téléfilm de Michel Sibra
- 2000 : Un homme à la maison, téléfilm de Michel Favart
- 2002 : La Grande Brasserie, téléfilm de Dominique Baron : Victor
- 2003 : Et toc!, téléfilm de Samuel Tasinaje et Martin Valente
- 2011 : Un, deux, trois, voleurs, téléfilm de Gilles Mimouni : Emilio, le grand-père de Luis

### Scénariste
- 1950 : Bistro de Marco de Gastyne
- 1980 : Adaptation pour la télévision canadienne du roman de Jacques Folch-Ribas Une Aurore boréale
- 2001 : Se souvenir des belles choses de Zabou Breitman

### Auteur de séries télévisées
- 1963 : Thierry la Fronde, série télévisée de 52 épisodes, auteur, scénariste, dialoguiste
- 1979 : Les Aventures électriques de Zeltron, 10 épisodes de vulgarisation scientifique sur l'Électricité à destination de la jeunesse
- 1980 : Winnetou le mescalero (de), série télévisée de 7 épisodes d'après les romans de Karl May. Scénario, dialogues, coadaptation avec le réalisateur Marcel Camus - Rôle de Charbonneau
- 1985 : Maguy, écriture des pilotes
- 1989 : Passion, directeur d'écriture d'une série de 66 épisodes pour une production franco-argentine, tournée à Buenos-Aires

## Théâtre

### Comédien
- 1946 : La Cinquantaine de Georges Courteline au Théâtre de poche Montparnasse
- 1946 : Laisse parler Jacob au Théâtre Agnès Capri (Gaîté-Montparnasse)
- 1948 : Les Suites d'un premier lit d'Eugène Labiche au cabaret L'Amiral (troupe des Loricata)
- 1948 : L'Autre Aventure de Marcel Haedrich
- 1949 : Poof d'Armand Salacrou, mise en scène d'Yves Robert
- 1949 : À Paris de Francis Lemarque au Théâtre Charles de Rochefort : Écriture, mise en scène et interprétation de plusieurs rôles.
- 1950 : Tartempion de Frédéric Dard au théâtre Fontaine
- 1951 : Popocatepelt au théâtre Fontaine
- 1952 : L'Amour en papier de Louis Ducreux au théâtre du Quartier Latin
- 1952 à 1959 : sketches au cabaret de la troupe du Beu Qui Rit à Montréal
- 1956 : La Petite Hutte d'André Roussin
- 1956 : Sébastien d'Henri Troyat
- 1957 : La Quadrature du cercle de Valentin Kataïev
- 1958 : Le Séducteur de Diego Fabbri
- 1981 : Winnetou au Stadthalle de Vienne en Autriche
- 1983 : The Rocky Horror Show au Théâtre Trévisse, rôle du Docteur Scott tenu en français et en anglais
- 1985 : La Belle au bois de Jules Supervielle, au château de Chambord, mise en scène et rôle de Barbe bleue.
- 1996 : La Comtesse d'Escarbagnas et Sganarelle ou le Cocu imaginaire de Molière au théâtre du Tambour royal
- 1997 : Les Méfaits du tabac d'Anton Tchekhov
- 1998 : Le Mari de la femme de l'autre de Dostoïevski au théâtre Daniel-Sorrano de Vincennes
- 2005 et 2006 : Samuel dans l'île au Théâtre du Funambule
- 2013 : 2 galas de chansons au Théâtre du Chêne noir dans le cadre du festival d'Avignon
- 2014 : galas de chansons au Théâtre de Poche-Montparnasse
- 2015 : galas de chansons « Le cabaret Deret » au Théâtre de l'Atelier, au Théâtre du Rond-Point, au Théâtre de Châtillon

### Auteur de pièces de théâtre
- 1981 : La Mort en ce palais
- 1983 : Aristofemmes
- 1988 : Gentil coquelicot, Mesdames
- 1989 : Dis maman, c’est quoi la Bastille
- 1993 : Carmène
- 1995 : Dis papa, c'est qui Dreyfus
- 2001 : Si Versailles m’était démonté
- 2003 : Torvic Gohu
- 2004 : Tout conte Fée
- 2005 : Samuel dans l'île
- 2007 : Dis papy c’est quoi la 14-18 ?
- 2012 : À nous l'indépendance
- 2014 : On squatte
- 2015 : La croisière du Nénuphar

## Publications

### Auteur de romans pour la jeunesse

#### SérieThierry la Fronde
- 1964 : Une aventure de Thierry la Fronde — Éditions Hachette
- 1964 : Thierry la Fronde : Isabelle aux sabots — Éditions des Deux coqs d'or
- 1965 : Thierry la Fronde : La Chanson d’Isabelle — Éditions des Deux coqs d'or
- 1965 : Thierry la Fronde : Le Secret du prieur — Éditions des Deux coqs d'or
- 1966 : Les Premières Armes de Thierry la Fronde — Hachette, collection Idéal-Bibliothèque no 329
- 1966 : Thierry la Fronde : Les Chevaliers de Sologne — Hachette, coll. Idéal-Bibliothèque no 305
- 1966 : : Thierry la Fronde : Le Drame de Rouvres — Hachette

#### SérieGilles
- 1975 : Gilles aux Champs-Élysées — coll. Bibliothèque rose
- 1975 : Gilles sur les Bateaux Mouches — coll. Bibliothèque rose
- 1976 : Gilles prends la Bastille — coll. Bibliothèque rose
- 1976 : Gilles tourne à Notre-Dame — coll. Bibliothèque rose
- 1976 : Gilles à la Tour Eiffel — coll. Bibliothèque rose
- 1976 : Gilles et les mystères de l'Observatoire — coll. Bibliothèque rose
- 1976 : Gilles chasse aux Tuileries — coll. Bibliothèque rose

#### Romans hors série
- 1975 : Anémone et les papillons — coll. Bibliothèque rose
- 1979 : Album Winnetou — Flammarion

### Traducteur
- 1974 : La guerre du froid, Robert Silverberg — Hachette, collection : Bibliothèque rouge
- 1974 : Zorro contre le gouverneur, Walt Disney — collection Idéal-Bibliothèque
- 1975 : L'Épée de Zorro (traduction), Walt Disney — collection Idéal-Bibliothèque
- 1976 : Les Chocolats de la discorde, Robert Cormier — Hachette, collection : Poche rouge
- 1977 : Le Rodéo de la dernière chance, B. J. Berry — coll. Bibliothèque verte Senior
- 1979 : Jim spark et les écumeurs de l'espace, Isaac Asimov — Hachette, collection : Bibliothèque verte Senior
- 1979 : Légendes de bardes celtiques (adaptation) — Hachette, collection : La Galaxie

## Musique

### Chansons - Compositeur-interprète
Compositeur (paroles et musique) d'une cinquantaine de chansons.
- À la claire fontaine
- Apocalypse
- Ballades en forêt
- Ce ne sont pas des amoureux
- Ceux qui éteignent
- Chopin
- Cocktail pour intellectuels de gauche
- Compte à rebours
- Concerto pour fils unique et aspirateur
- De mon vivant
- Dis-le donc Marie
- Écoute mon prince
- Enfance de mon cœur (paroles)
- Il me reste la rue
- Il ne faut pas dire fontaine
- Je fais de la Pub
- L'Arbre de Jessé Paroles de Lucien Breitman, mise en musique Jean-Claude Deret.
- Je suis un bourgeois
- J'entre dans la chanson
- La Dernière Manif
- La Méfiance
- La Présidentielle
- La Putain
- La Terreur du quartier
- L'Amour en toutes lettres
- L'Autoroute
- Le Beau Voyage
- Le Chien
- Le Génie
- Le Repas de famille
- Le Tango du vieux con
- Le Temps des cirques
- Les Amoureux du 4e étage
- Les Marins de Sologne
- Le Minoritaire
- Les Nouveaux Pauvres
- Les Petits Matins gris
- Les Survivants
- Lettre pour une chanson
- Ma clope
- Ma dernière chanson
- Ma fille
- Mes bons amis, je sors de prison

## Décorations
- Officier de l'ordre des Arts et des Lettres Il est promu au grade d’officier le 13 septembre 2016[6]. Il était chevalier de l'ordre depuis 2006.